# 古市幸雄
古市 幸雄（ふるいち ゆきお、1968年 - ）は、日本の実業家、英語教育者。各種セミナー、能力開発関連教材の制作・提供、発音を重視した英会話学校を経営している。

## 概要
東京都品川区生まれ、相模原市緑区（旧津久井郡津久井町）育ち。神奈川県立相模原高等学校、明治学院大学文学部英文学科、ニューヨーク州立大学オールバニ校卒業。
読売新聞社編集局写真部退社後、ニューヨーク州立大学アルバニー校で経営学修士（MBA）を取得。帰国後3年間で、翻訳、手帳・目標達成関連、英語学校の3つのビジネスを立ち上げる。
「中卒・高卒のハンディ、二流・三流大学卒のハンディは、継続的に勉強をすれば簡単に克服できる」と主張し、自身が学校を卒業後も毎日少しずつ勉強を続けることで、留学、起業、出版など次々に夢や目標を実現してきた。
『｢1日30分｣を続けなさい！』（マガジンハウス）が48万部のベストセラーになり、2007年ベストセラー・ビジネス書第1位になる。

## 主な著書
- 『英会話学校に行かない人ほど、うまくなる』（ダイヤモンド社） ISBN 447898087X
- 『｢1日30分｣を続けなさい！』（マガジンハウス） ISBN 4838717776
- 『｢朝30分｣を続けなさい！』（アスコム） ISBN 4776205378
- 『オーディオブックCD｢1日30分｣を続けなさい！』（マガジンハウス） ISBN 4838790171
- 『英語でチャンスをつかみなさい！』（アスコム） ISBN 4776205254
- 『あなたの英語がダメな理由』（祥伝社黄金文庫） ISBN 4396314760
- 『僕たち、どうして勉強するの？』（マガジンハウス） ISBN 4838719604
- 『無理なく勉強を続けられる人の時間術59』（大和書房） ISBN 4479792732